# Noga (Israele)
Noga (in ebraico נֹגַהּ‎?, letteralmente "luce dell'alba") è un moshav nell'Israele centro-meridionale. Situato nell'Hevel Lakhish tra Ascalona e Kiryat Gat, ricade sotto la giurisdizione del consiglio regionale di Lakhish. Nel 2019, aveva una popolazione di 583 abitanti.

## Storia
Il moshav è stato fondato nel 1955 da rifugiati ebrei in Israele provenienti dal Regno dell'Iraq e dall'Iran dei Pahlavi sui terreni del villaggio spopolato arabo di al-Faluja. Il nome "Noga" è il simbolo dello splendore dell'insediamento sionista ebraico nell'Hevel Lakhish e prende il nome da Libro dei Proverbi 4:18; "la strada dei giusti è come la luce dell'alba".